# Studio Geel

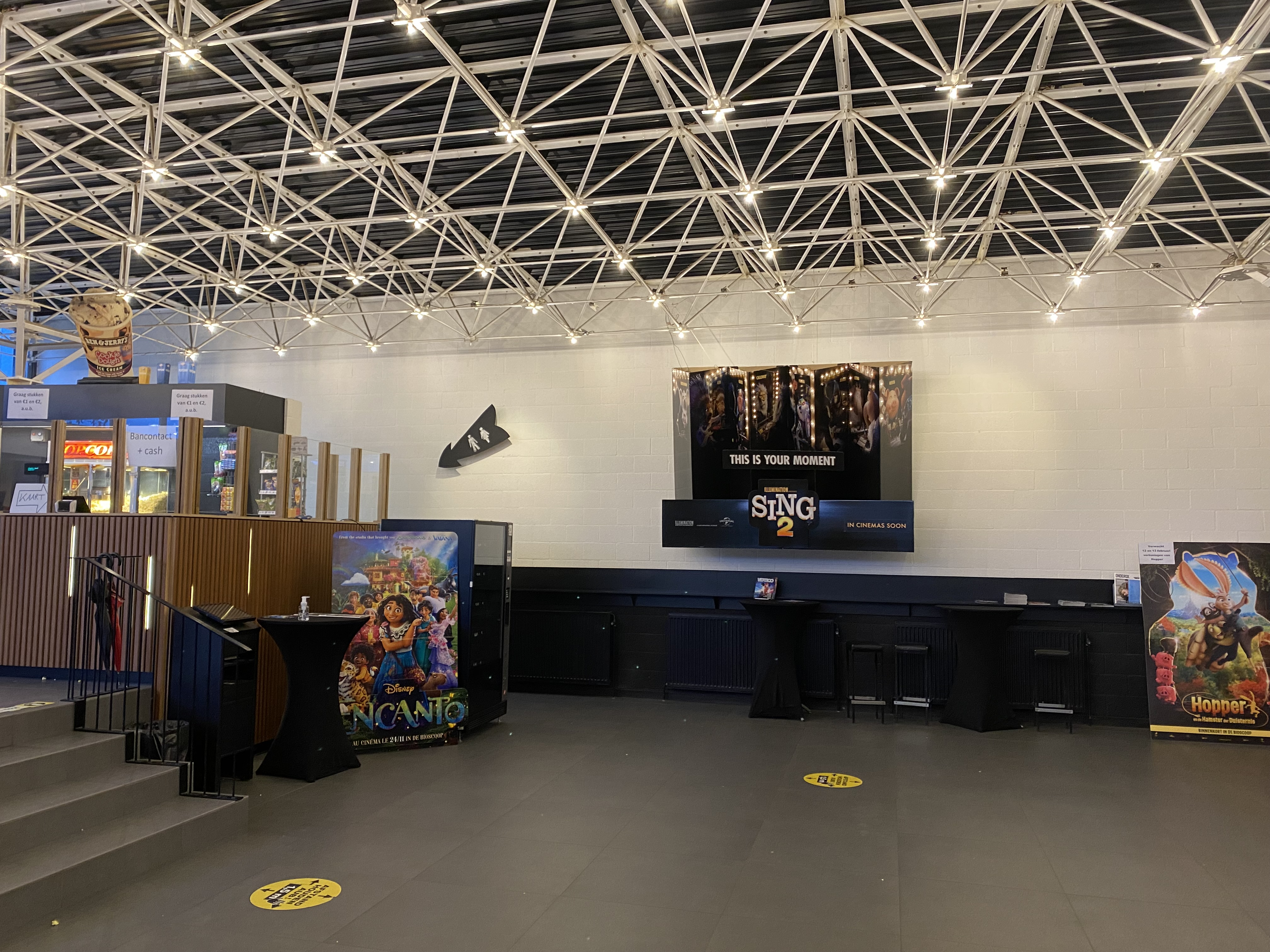
De hal met links de bar en de pijl richting de toiletten.

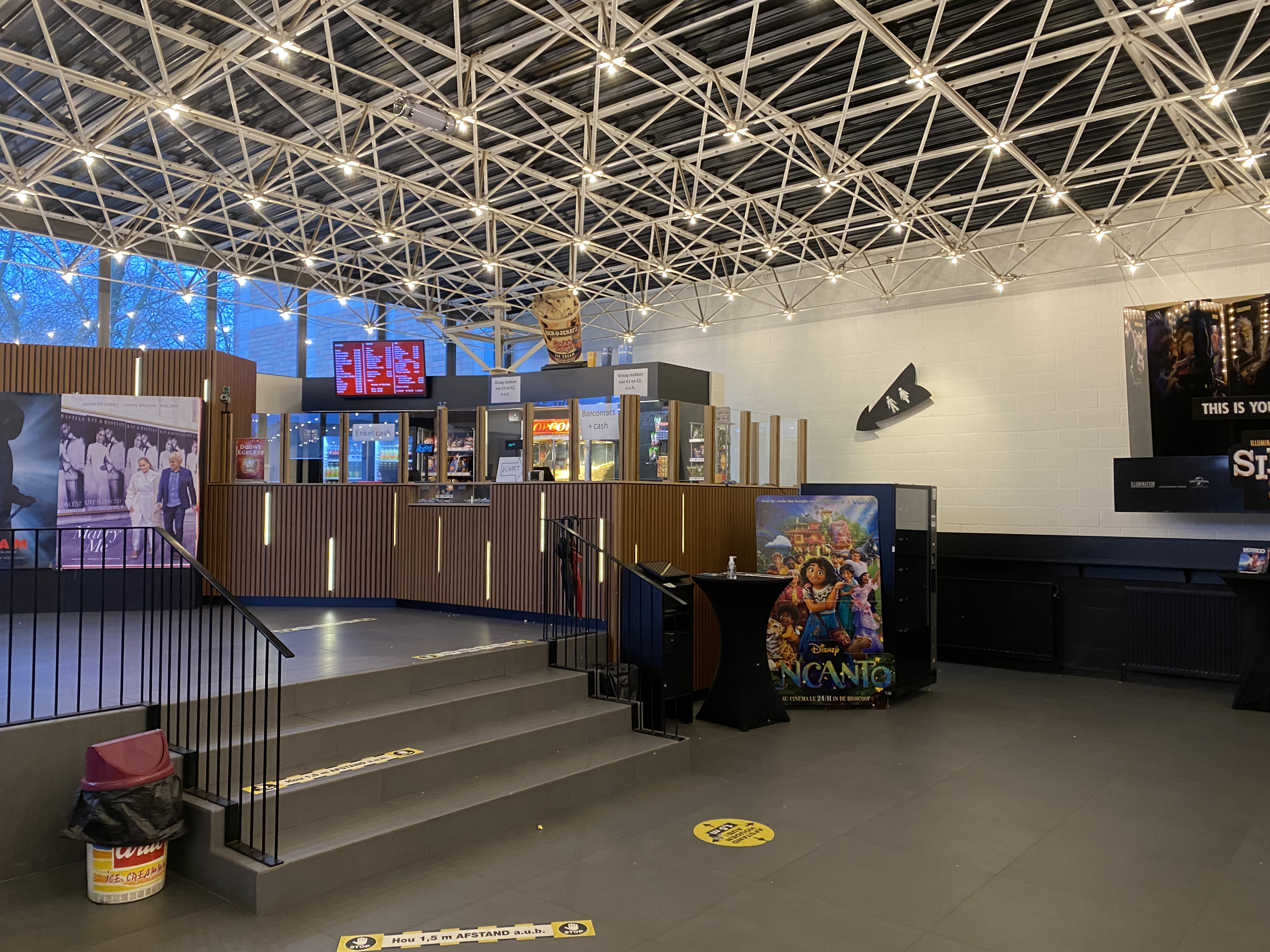
De bar van Studio Geel

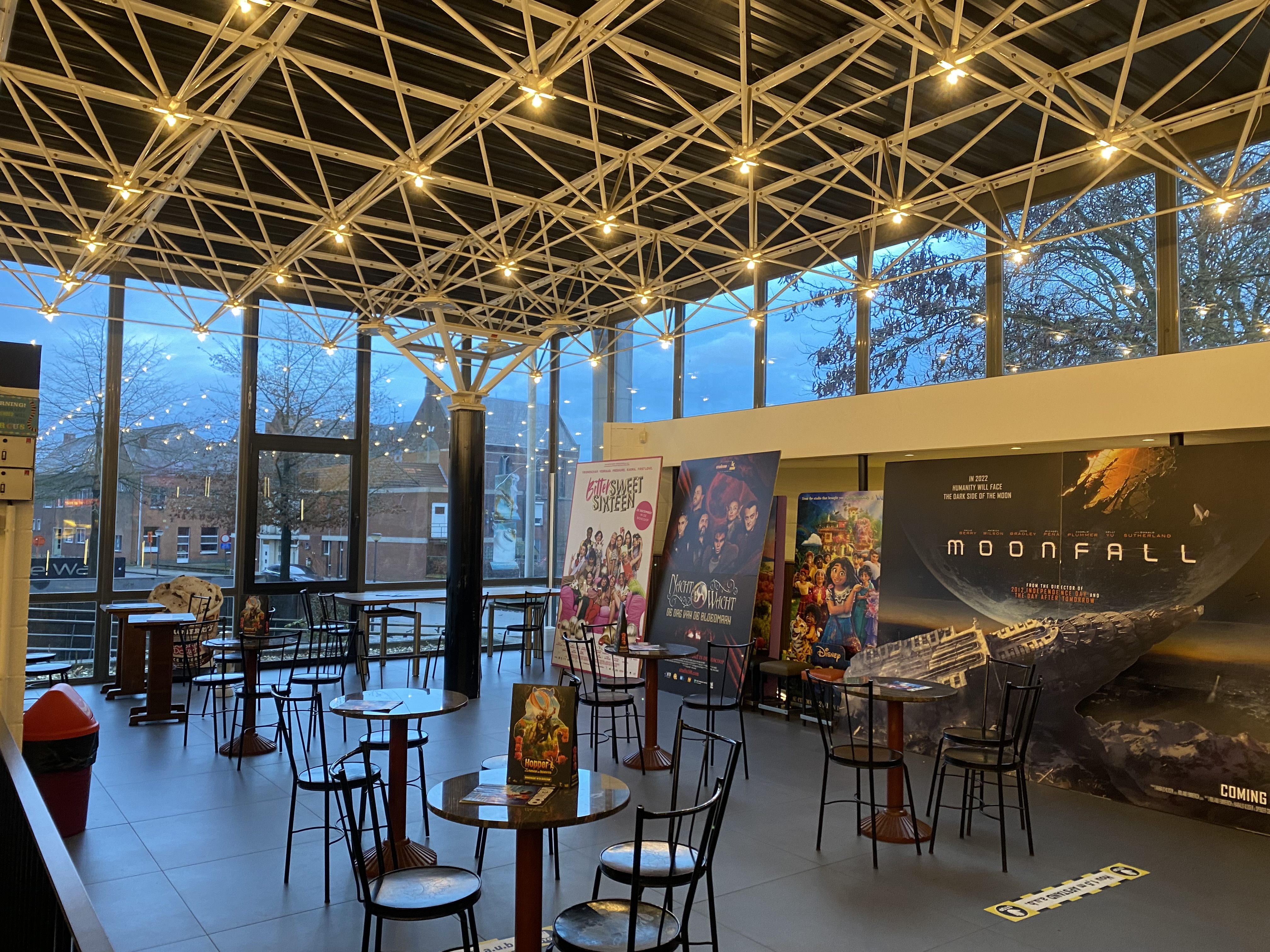
De zitruimte met enkele stoelen en tafels

Studio Geel is een bioscoop gelegen op de Werft in het centrum van de Belgische stad Geel. De bioscoop opende zijn deuren op 15 september 1988 en biedt plaats aan 1200 filmliefhebbers. De bioscoop is in handen van de familie Rastelli en was jarenlang onderdeel van hun bedrijf Studio Filmtheaters.
Studio Geel beschikt over vier zalen: drie grotere en één kleine. Begin 21ste eeuw zijn drie van de vier zalen grondig gerenoveerd. In 2016 werden de hal, entree, bar en toiletten vernieuwd.
Nabij het complex zijn een feestzaal, de bibliotheek van Geel, een stadsspeeltuin, CC De Werft en het stadhuis te vinden.

## Zalen
- Zaal 1: deze zaal is aangekleed in een blauw thema. De stoelen en zijwanden zijn blauw.
- Zaal 2: hier zijn de stoelen en het tapijt rood. Deze zaal beschikt als enige over een podium, bereikbaar via twee trappen aan de zijkant.
- Zaal 3: de kleinste zaal. De stoelen hier zijn bekleed met een bruine stof.
- Zaal 4: deze zaal is zes jaar na de opening bijgebouwd.[1] Eind 2022 werd de zaal volledig vernieuwd.

## Filmaanbod
Het aanbod bestaat uit de reguliere commerciële films, maar het bedrijf biedt ook de zogenaamde filmparels: dit zijn films die minder bekend zijn bij het grote publiek. Naast het reguliere aanbod neemt Studio Geel deel aan festiviteiten zoals het holebifilmfestival, Film Fest Gent on tour en het Filmfestival Oostende.